# Ilja Varlamov
Ilja Aleksandrovitj Varlamov, ryska: Илья Александрович Варламов, född 7 januari 1984, är en rysk bloggare, journalist, fotograf, urbanist och YouTuber känd för sina kritiska kommentarer om rysk politik och stadsplanering.
Han blev känd genom sin blogg och senare sitt YouTube-nyhetsprogram, "Vad händer?" (Чё происходит?). Varlamov har utförligt dokumenterat politiska protester och oppositionsmarscher, vilket har lett till politisk förföljelse och åtal mot honom i Ryssland. Han har också fått en följarskara för sina resebloggar, som täcker olika platser världen över. År 2018 grundade han stiftelsen "Attention!" ("Внимание!" på ryska), tillägnad att bevara historiskt arv i Ryssland.

## Uppväxt och karriär

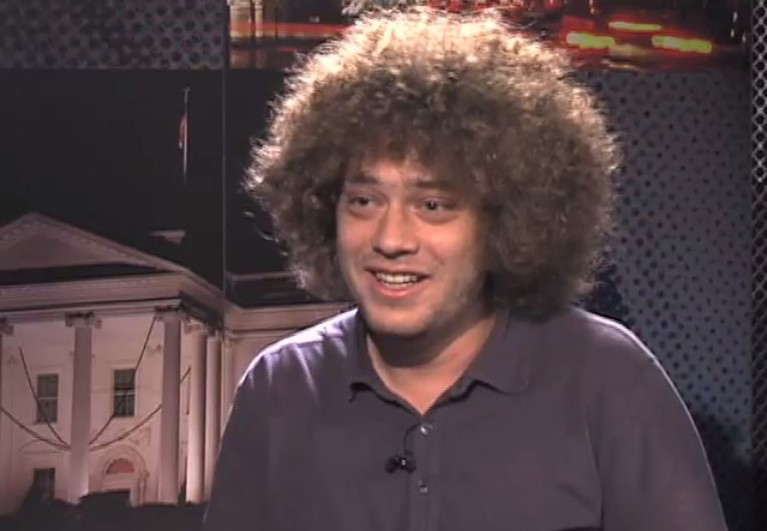
Ilja Varlamov, 2012

Varlamov föddes och växte upp i Moskva. Han tog examen från Moskvas Arkitekturinstitut med en examen i arkitektur. Under sina studier grundade han ett företag som utvecklades till iCube-gruppen, en design- och utvecklingsbyrå. Tillsammans med Maksim Kats var han med och grundade City Projects Foundation, med fokus på att främja stadsförbättringar i Ryssland.

## Bloggande och journalistik
Varlamov började sin blogg på LiveJournal under användarnamnet "zyalt" 2006, initialt med fokus på fotografi. Hans blogg blev en framträdande plattform för oberoende journalistik och politisk kommentar. År 2015 etablerade han Varlamov.ru som ett oberoende mediauttag. Han flyttade sin blogg till Teletype-plattformen 2021. Hans arbete täcker olika ämnen, inklusive stadsplanering, rysk politik och globala händelser. Han har också upprätthållit en aktiv närvaro på andra sociala medieplattformar som Twitter och YouTube.

### "Vad händer?"
Varlamovs YouTube-kanal innehåller en veckovis nyhetsshow med titeln "Vad händer?" som granskar viktiga aktuella händelser. Showen debuterade på hans YouTube-kanal 2017 och uppnådde stor popularitet, med miljontals prenumeranter. Programmet har erbjudit kommentarer och insikter om händelser både inom Ryssland och globalt. En version av "Vad händer?" sändes kort på radiostationen Komsomolskaja Pravda från januari till februari 2022.

## Politiskt motstånd och förföljelse

### Protestbevakning

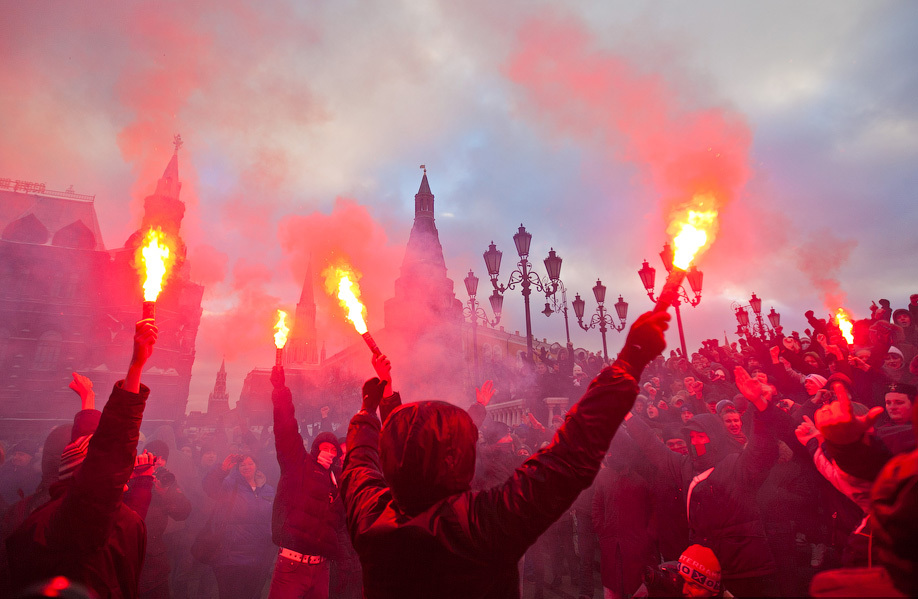
Fotografi av Ilya Varlamov taget under protesterna på Manezhnaya-torget i Moskva

Varlamov har aktivt dokumenterat och deltagit i oppositions protester i Ryssland. Han har bevakat ett flertal "Dissenters' Marches", "Strategy-31"-protester och demonstrationer mot valfusk. Hans bevakning av upploppen på Manezhnaya-torget 2010 och protesterna 2011-2013 blev allmänt citerad. Han var bland de första att använda drönarfotografering i sin rapportering, och fångade slående bilder av storskaliga demonstrationer.

### Politisk förföljelse
Varlamovs frispråkiga kritik av den ryska regeringen har lett till officiella repressalier. År 2023 utsågs han till "utländsk agent" av det ryska justitieministeriet för att ha "spridit falsk information" och tagit emot utländsk finansiering. År 2024 inleddes ett brottmål mot honom för påstådda brott mot "utländska agent"-förordningar, specifikt för att inte ha märkt sina inlägg på sociala medier korrekt.

### Euromajdan och Krim

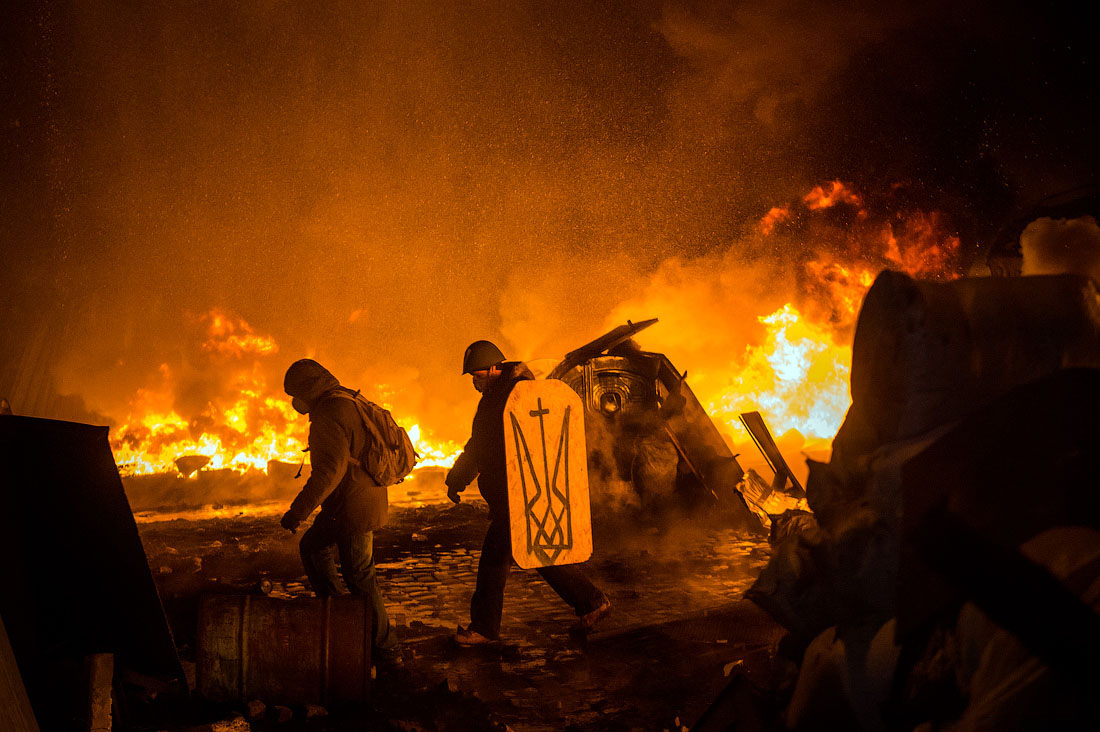
Fotografi av Varlamov den 23 januari 2014, under sammandrabbningar på Euromajdan

Varlamov bevakade utförligt Euromajdan-protesterna 2013-2014 i Kiev, och tillhandahöll förstahandsberättelser, fotografier och livestreamar från platsen. Hans dokumentation av händelserna fick stor uppmärksamhet från både ryska och ukrainska medier. Efter Rysslands annektering av Krim publicerade han ett inlägg med titeln "Vem beslagtar Krim?", som innehöll fotografier av omärkta beväpnade personer på Simferopol flygplats. Detta ledde till anklagelser från pro-regeringsgrupper i Ryssland att han stödde Euromajdan-rörelsen.

### Rysslands invasion av Ukraina 2022
Varlamov har varit en uttalad kritiker av den ryska invasionen av Ukraina 2022. Han lanserade projektet "Tillsammans" (Вместе) för att stödja ryssar som lämnade landet efter invasionen. Hans kritiska hållning har ytterligare bidragit till hans konflikt med de ryska myndigheterna.

## Urbanism och resor
Som arkitekt och urbanist har Varlamov rest mycket och dokumenterat och kritiserat stadsmiljöer runt om i världen. Hans blogg innehåller serier som "Bra-dåligt" (Плохой-хороший), som jämför positiva och negativa aspekter av städer, och "Gräns" (Граница), som ställer gränsstäder i Ryssland mot sina motsvarigheter i grannländerna. Han har också producerat en YouTube-serie, "BDSM" ("Stor väg med borgmästaren"), med diskussioner med stadsborgmästare om urbana frågor. Hans arbete väcker ofta debatt och har ibland dragit till sig kritik från lokala tjänstemän.